# Аул Баймаганбета Изтолина
Аул Баймаганбета Изтолина (каз. Баймағанбет Ізтөлин, до 200? г. — Кировка) — аул в Жамбылском районе Северо-Казахстанской области Казахстана. Входит в состав Архангельского сельского округа. Код КАТО — 594633600. Назван в честь казахского поэта Баймагамбета Канапияулы Изтолина; до этого носил название Кировка.

## История
До 2013 года аул входил в состав упразднённого Баянаульского сельского округа.

## Население
В 1999 году население аула составляло 478 человек (244 мужчины и 234 женщины). По данным переписи 2009 года в ауле проживало 296 человек (151 мужчина и 145 женщин).